# Franz-Reiner Erkens

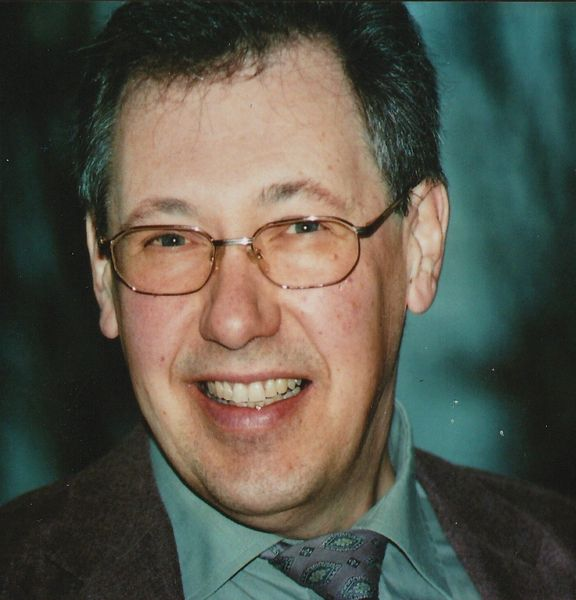
Franz-Reiner Erkens aufgenommen im Jahr 2006 von Werner Maleczek.

Franz-Reiner Erkens (* 21. November 1952 in Köln) ist ein deutscher Historiker für mittelalterliche Geschichte. Er lehrte als Professor für mittelalterliche Geschichte von 1993 bis 2003 an der Universität Leipzig und von 2003 bis 2018 an der Universität Passau.

## Leben und Wirken
Franz-Reiner Erkens studierte von 1971 bis 1976 Geschichte und Germanistik an der Universität zu Köln. Bei Egon Boshof wurde Erkens 1980 an der Universität Passau mit einer Arbeit über den Kölner Erzbischof Siegfried von Westerburg promoviert. 1985 habilitierte er sich in Passau mit einer Schrift über die Trierer Kirchenprovinz im Investiturstreit. Von 1985 bis 1992 lehrte er als Privatdozent für Mittelalterliche Geschichte und Historische Hilfswissenschaften an der Universität Passau. Von 1992 bis 1993 war er Dozent für Mittelalterliche Geschichte an der Universität Jena.
Im Jahr 1993 wurde er auf den Lehrstuhl für mittelalterliche Geschichte an der Universität Leipzig berufen. In Leipzig war er von 1993 bis 1996 Dekan der Fakultät für Geschichte, Kunst- und Orientwissenschaften. Im Jahre 2002 wurde Erkens als Nachfolger von Egon Boshof auf den Lehrstuhl für Mittelalterliche Geschichte der Universität Passau berufen. Im Jahre 2008 trat er auch Boshofs Nachfolge als Leiter des Instituts für Ostbairische Heimatforschung an, welches wenig später in das Institut für Kulturraumforschung Ostbaierns und der Nachbarregionen (IKON) umgewandelt wurde. Erkens ist Mitglied im Verein für geschichtliche Landeskunde der Rheinlande (seit 1975), Mitglied im Verein für Ostbairische Heimatforschung (seit 1979) und Ordentliches Mitglied der Kommission für bayerische Landesgeschichte bei der Bayerischen Akademie der Wissenschaften zu München (seit 2011). Am 1. Oktober 2018 trat er in den Ruhestand.
Seine Forschungsschwerpunkte sind die politische Geschichte sowie Sozial- und Ideengeschichte des Mittelalters, die Landesgeschichte des rheinisch-lothringischen und des bayerisch-österreichischen Raumes sowie die Diplomatik vor allem von Bischofsurkunden.

## Schriften (Auswahl)
Schriftenverzeichnis
- Sachwalter Gottes. Der Herrscher als christus domini, vicarius Christi und sacra majestas. Gesammelte Aufsätze, zum 65. Geburtstag (= Historische Forschungen. Band 116). Herausgegeben von Martin Hille, Marc von Knorring, Hans-Christof Kraus unter Mitarbeit von Andreas Fohrer. Duncker & Humblot, Berlin 2017, ISBN 978-3-428-15222-3, S. 547–557.

Gesammelte Aufsätze
- Sachwalter Gottes. Der Herrscher als christus domini, vicarius Christi und sacra majestas. Gesammelte Aufsätze, zum 65. Geburtstag (= Historische Forschungen. Band 116). Herausgegeben von Martin Hille, Marc von Knorring, Hans-Christof Kraus unter Mitarbeit von Andreas Fohrer. Duncker & Humblot, Berlin 2017, ISBN 978-3-428-15222-3.

Monografien
- Die Fälschungen Pilgrims von Passau. Historisch-kritische Untersuchungen und Edition nach dem Codex Gottwicensis 53a (rot) und 56 (schwarz) (= Quellen und Erörterungen zur bayerischen Geschichte. NF Band 46). Beck, München 2011, ISBN 978-3-406-10411-4.
- Herrschersakralität im Mittelalter. Von den Anfängen bis zum Investiturstreit. Kohlhammer, Stuttgart 2006, ISBN 3-17-017242-5.
- Kurfürsten und Königswahl. Zu neuen Theorien über den Königswahlparagraphen im Sachsenspiegel und die Entstehung des Kurfürstenkollegiums (= Monumenta Germaniae Historica. Studien und Texte. Band 30). Hahn, Hannover 2002, ISBN 3-7752-5730-6.
- Konrad II. (um 990–1039). Herrschaft und Reich des ersten Salierkaisers. Pustet, Regensburg 1998, ISBN 3-7917-1604-2.
- Die Trierer Kirchenprovinz im Investiturstreit. Böhlau, Köln u. a. 1987, ISBN 978-3-412-02187-0 (zugleich: Habilitations-Schrift, Universität Passau, 1986).
- Siegfried von Westerburg (1274–1297). Die Reichs- und Territorialpolitik eines Kölner Erzbischofs im ausgehenden 13. Jahrhundert (= Rheinisches Archiv. Band 114). Röhrscheid, Bonn 1982, ISBN 3-7928-0448-4 (zugleich: Dissertation, Universität Passau, 1980).

Herausgeberschaften
- Das frühmittelalterliche Königtum. Ideelle und religiöse Grundlagen (= Reallexikon der Germanischen Altertumskunde. Ergänzungsbände. Band 49). de Gruyter, Berlin u. a. 2005, ISBN 3-11-018886-4.
- Die Sakralität von Herrschaft – Herrschaftslegitimierung im Wechsel der Zeiten und Räume. Fünfzehn interdisziplinäre Beiträge zu einem weltweiten und epochenübergreifenden Phänomen. Akademie-Verlag, Berlin 2002, ISBN 3-05-003660-5.
- mit Hartmut Wolff: Von Sacerdotium und regnum. Geistliche und weltliche Gewalt im frühen und hohen Mittelalter. Festschrift für Egon Boshof zum 65. Geburtstag (= Passauer historische Forschungen. Band 12). Böhlau, Köln u. a. 2002, ISBN 3-412-16401-1.
- Karl der Große und das Erbe der Kulturen (= Akten des Symposiums des Mediävistenverbandes. Band 8). Akademie-Verlag, Berlin 2001, ISBN 3-05-003581-1.
- Europa und die osmanische Expansion im ausgehenden Mittelalter (= Zeitschrift für historische Forschung. Beiheft 20). Duncker & Humblot, Berlin 1997, ISBN 3-428-09180-9.